# Estación Bajada Grande
Bajada Grande es una estación de ferrocarril ubicada en las periferia noroste de la ciudad de Paraná del Departamento Paraná en la Provincia de Entre Ríos, Argentina. 

## Historia
Ubicada en el punto más extremo del noroeste de la ciudad, su antigüedad se remonta a mediados de siglo XIX, cuando era la zona portuaria, de taller, embalse y epicentro del comercio con provincias como Buenos Aires, Corrientes y Santa Fe. Quedó inactivo como puerto a fines de siglo, cuando se trasladó a la zona de costanera y más cercana a la urbe.
Aún así, la estación funcionó como punto de carga, para acercar hasta la Estación Paraná o distribuir hasta otras localidades.
Actualmente el predio del ex Puerto de Bajada Grande es utilizado como un espacio de recreación; cuenta con parrillas, dos miradores con su grupo sanitario, juegos infantiles, zona de pesca, entre otros.
El servicio Paraná-Concepción del Uruguay fue puesto en marcha tras 18 años de cancelación el 28 de junio de 2010 con un coche motor Materfer que corría los días viernes de Paraná a Concepción del Uruguay y efectuaba el regreso los días domingos. El servicio pasaba por 24 localidades entrerrianas operado por la Unidad Ejecutora Ferroviaria de Entre Ríos.
En 2016 por decisión del nuevo Ministro de transporte, Guillermo Dietrich todos los ramales de Entre Ríos fueron paralizados cancelándose los servicios locales de Paraná, la capital provincial, que fueron suspendidos en enero de 2016, el tren Paraná – Concepción del Uruguay, suspendido en febrero de ese año, y el servicio Basavilbaso – Villaguay, que dejó de circular en abril de 2016.

## Servicios
Se encuentra antecedida por un pequeño ramal que sale desde la Estación Paraná.